# Armée du Nord (1870-1871)
Pour les articles homonymes, voir Armée du Nord.
 (octobre 2022).
Si vous disposez d'ouvrages ou d'articles de référence ou si vous connaissez des sites web de qualité traitant du thème abordé ici, merci de compléter l'article en donnant les références utiles à sa vérifiabilité et en les liant à la section « Notes et références ».
L’armée du Nord est formée le 18 novembre 1870, durant la guerre franco-allemande, par les généraux Bourbaki et Farre. Elle est commandée à partir du 5 décembre 1870 par le  général Faidherbe.

## Historique
La défense du Nord de la France, qui comprend les départements de la Somme, de l'Aisne, du Pas-de-Calais et du Nord est confiée au colonel du génie Jean-Joseph Farre qui était auparavant commandant de la place forte d'Arras et qui est à cette occasion promu général de brigade, secondé par Achille Testelin, commissaire délégué du gouvernement.
La formation de l'armée du Nord est lente car les places fortes sont désorganisées et les sept ou huit dépôts sont largement utilisés. Il ne reste qu'une batterie en garnison à Lille, hors d'état de rouler et le dépôt du 7e dragons n'est composé que de cavaliers d'escorte.
Le 22 octobre, le général Bourbaki est appelé au commandement de la région. Aidé du général Farre et d'Achille Testelin, il tire des dépôts de l'armée des effectifs qu'il constitue en régiments de marche et réorganise la garde mobile en bataillons à cinq compagnies de 150 hommes chacune commandée par trois officiers. Plusieurs batteries d'artillerie sont organisées dont une de 12 qui arrive de Mézières et la cavalerie est organisée avec le dépôt du 7e régiment de dragons de Lille qui prend le nom de dragons du Nord et avec deux escadrons de la légion départementale de la gendarmerie montée.
Le 19 novembre, Bourbaki est transféré à l'armée de la Loire pour former l'armée de l'Est. Le général Farre le remplace provisoirement à la tête de l'armée du Nord. Le 23 novembre, Gambetta nomme le général Faidherbe commandant de l'Armée du Nord.
Le 24 novembre, la 1re division de l'armée du Nord, sous les ordres du général Lecointe et du colonel Joseph Derroja est en état d'être mise en ligne tandis que la 2e division, avec une seule brigade formée, est sous le commandement du colonel du Bessol.
Cette armée est créée à partir des trois divisions du 22e corps et des mobilisés du Nord (général Robin).

## Opérations des mois d'octobre et novembre 1870 des forces du Nord

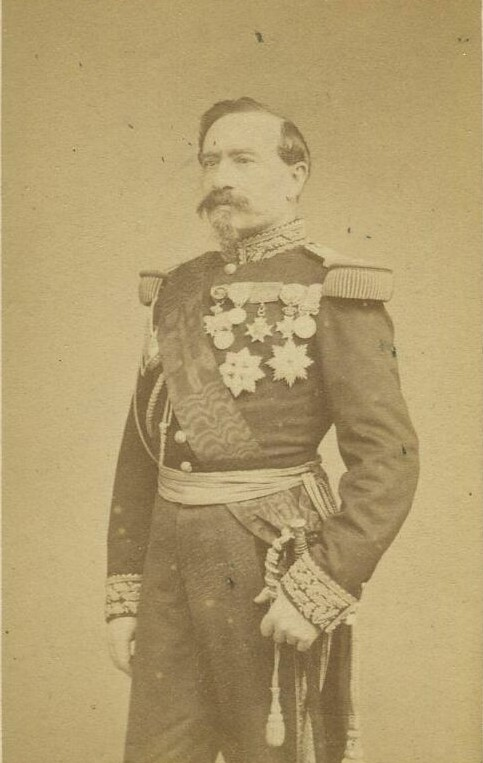
Le général Bourbaki.

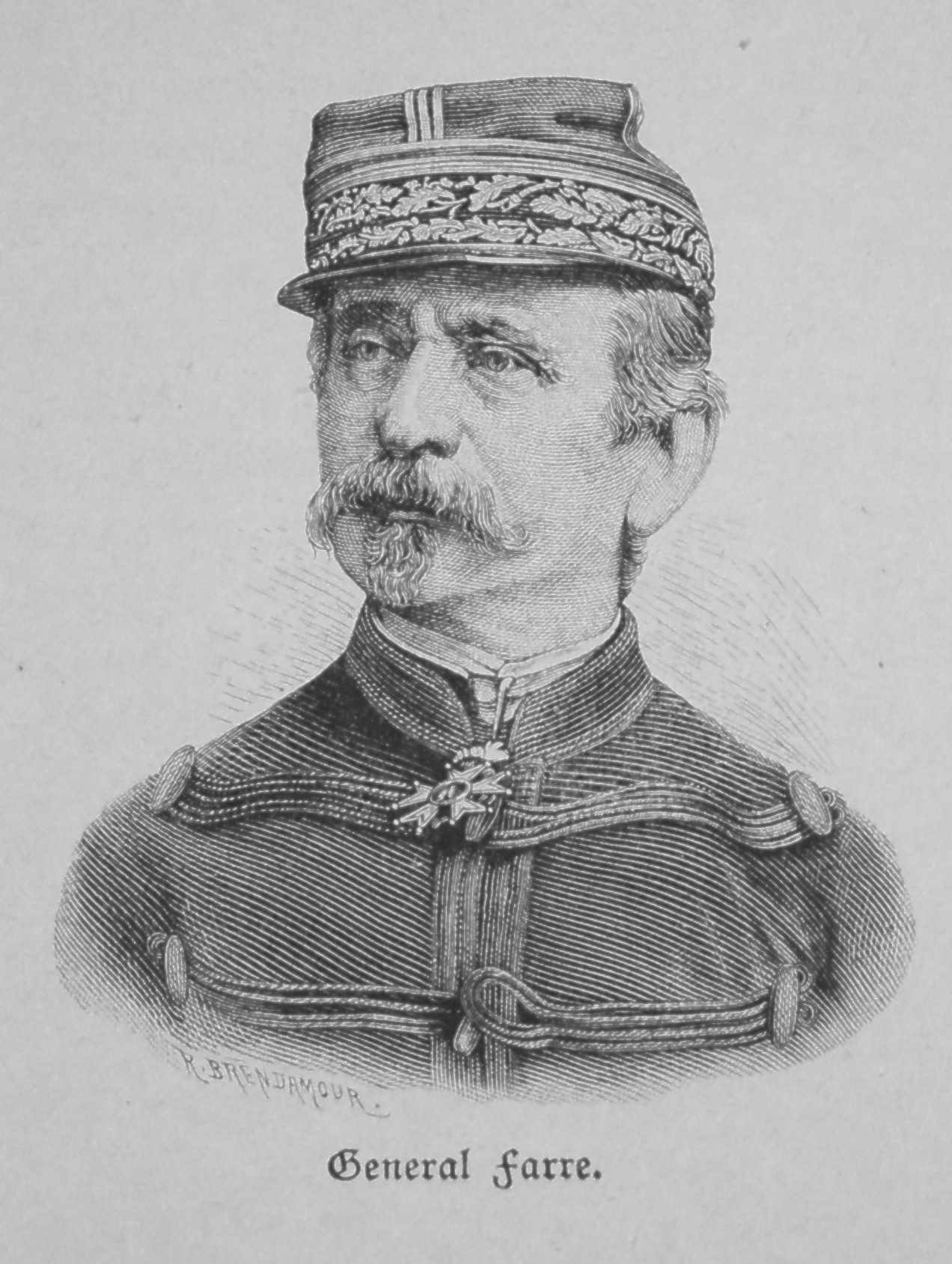
Le général Farre

Répondant à l'appel de la délégation de Tours et de Gambetta, présent à Rouen le 8 octobre 1870, les départements du Nord et du Nord-Ouest procèdent à la levée des compagnies de marche de la garde nationale, régularisent les corps francs et tentent d'organiser toutes ces forces disponibles.
Pour protéger le blocus de Paris face au nord, les divisions de cavalerie allemande se battent quotidiennement avec les groupes de francs-tireurs, les mobiles, la garde nationale : à Crouy le 17 septembre, à l'Isle-Adam le 23, le 25 à Laigneville, le lendemain à Clermont. Début octobre, la division de cavalerie saxonne avec les fusiliers et les grenadiers de la garde occupent Creil, Chantilly, Clermont et Beauvais.
Des combats ont lieu à Formerie et la défense de Saint-Quentin s'organise.
Malgré les difficultés et une pénurie de ressources, les forces du Nord se structurent et le général Farre parvient à constituer le 22e corps d'armée dont le commandement est confié au général Bourbaki le 22 octobre.
La Ire armée allemande marche sur l'Oise et la Somme. La Bataille d'Amiens se déroule le 27 novembre en une série de quatre affrontements principaux : 
- la bataille de Villers-Bretonneux[Note 1], à laquelle il convient d'ajouter les combats de Cachy et de Gentelles ;
- la bataille de Dury et les combats de Boves, au sud.

À l’issue d’une journée de combat, les troupes françaises doivent battre en retraite et abandonner Amiens aux mains des Prussiens.
À l'est, dans l'Aisne, La Fère est prise par les Allemands.
À l'ouest, les Prussiens marchent sur Rouen et occupent la ville le 5 décembre 1870.

## Organisation du 16 décembre 1870
Le 16 décembre 1870, après Rouen, le 22e corps (30 000 hommes, 66 bouches à feu) se trouve au complet autour de Corbie, rejoint par les mobilisés du Nord (13 à 14 000 hommes).
D'une part, le 22e corps d'armée, composé des divisions Derroja et du Bessol, est confié au général Lecointe ; le 23e corps, composé des divisions Payen et Robin, est confié au général Paulze d'Ivoy.
D'autre part, le général Farre conserve les fonctions de chef d'état-major général.
Des brigades sont détachées : les brigades Isnard et Pauly.

## Dernières opérations de l'armée du Nord

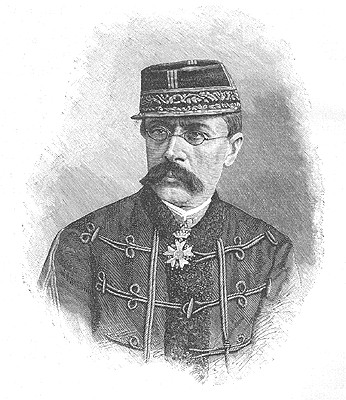
Le général Faidherbe.

Pendant les mois de décembre 1870 et janvier 1871, l'armée du Nord participe aux batailles et opérations suivantes :
- la bataille de l'Hallue (ou de Pont-Noyelles) ;
- la bataille de Bapaume ;
- le siège de Péronne ;
- la bataille de Saint-Quentin.

Le 7 mars 1871, l'armée du Nord est licenciée.